# أولمبي الشلف
الجمعية الرياضية لأولمبي الشلف هو نادي جزائري لكرة القدم مقره الشلف، تأسس عام 1947. ألوان النادي هي الأحمر والأبيض. الملعب الرسمي للفريق هو ملعب محمد بومزراق الذي يتسع لنحو 20 ألف متفرج. يلعب النادي حاليًا في الرابطة الجزائرية المحترفة الأولى.
يعتبر جمعية الشلف واحد من أفضل الأندية الجزائرية التي تطبق كرة جميلة و حديثة، كما يشتهر مشجعوه بلقب "الجوارح"، فاز ب كأس الجزائر في مناسبتين 2005 و2023 و فاز بالدوري الجزائري مرة واحدة موسم 2010–2011.

## تاريخ النادي

### تأسيس النادي و البداية
بين جدران محل بطاش حاج هني (صناعي في انتاج الحبوب) المتواجد في قلب مدينة الشلف بين شارع يوغرطة والامير عبد القادر ولدت الجمعية الرياضية للاصنام يوم 13 جوان 1947 بعد سعي شيوخ جمعية العلماء المسلمين الجزائريين لجمع الشباب الجزائري و حثه على النضال و المقاومة حيث ارتأو أن واحدا من أساليب الدفاع عن القضية الوطنية هو إنشاء نادي لكرة القدم بعد أن كان يمر الشيخ البشير الإبراهيمي بالشلف مرة أو مرتين كل شهر.
على يد مجموعة من الرجال الثوريين على رأسهم زروقي امحمد ،الإخوة بن نوران، سليماني أحمد، الهواري بلقاسم، ياحي امحمد،بن نقعوش عبدالقادر، حمزة بوعبدالله، بصيري أحمد، بن خريس خليفة و عداد لخضر نجحو في جعل الفريق معترف به قانونيا.
و كأي فريق مسلم أبان الإستعمار لم تكن الأمور سهلة للفريق في بدايته ما دام ان القوانين الفرنسية كانت تمنع تشكيل أي جمعية رياضية اسلامية لا تضم ثلاثة فرنسيين، غير ان المكتب المسير الذي على راسه بن نوران لم يفشل بل طالب بادماج الجمعية في رابطة كرة القدم، لكن رئيس بلدية الشلف "بيسقام بيقليا" و هو المستشار العام الذي فسر كلمة "آيسو-aso" بالجيش السري الاصنامي "armèe secret d'orleanville" قرر معارضة انخراط الجمعية، لان الامر بالنسبة اليه تهديد للوجود الفرنسي و مناورة خطيرة على امنهم و استقرارهم.

### صراع مع فريق الإستعمار "gso"
بعد ترسيم الإنخراط استغل الشلفاوة السوق الأسبوعية وقامو بتجهيز ملعب لإجراء مقابلاتهم الرسمية و سرعان مافرضت الجمعية نفسها إلى أن التحق بها 11 لاعب كانو ينشطون مع الفريق الإستعماري (جي اس او) المتأسس عام 1908 على رأسهم دريس براح و الشهيد فرجي وبذلك لم يبقى في الفريق المستعمرين إلا الحارس الفرنسي ميرل.
غير ان مسيري ال(جي اس او) اشترطو عودة دريس الذي كان لاعبا كبيرا آنذاك مقابل السماح للفريق باستعمال ملعب "جوزيف روبير" الذي كان ممنوعا على الاندية الجزائرية، لكن ذلك لم يتم بل تمرد لاعبون آخرون على الفريق الفرنسي مثل الشهيد ساحلي معمر،زروقي علي، عابد عبد القادر، ولد العربي ورقراقي الذي اصبح احسن هداف للجمعية.
ورغم الضغوط الكثيرة والتهديدات المتواصلة الا ان جمعية الشلف انطلقت في القسم الثالث للبطولة موسم 1947/1948 وانهت الموسم في المرتبة الثانية وراء اولمبيك أفروفيل(صفاء الخميس حاليا او السكاف)، وفي موسم 1948/1949 تم تجديد المجلس الاداري للفريق، وكان هاجسه وضع ملعب لائق تحت تصرف الفريق احسن من الملعب السابق، وتحقق ذلك بتكاتف المسيريين و بمساعدة رجل الاعمال الجزائري بوعلي محمد الذي قام بكراء حقل حوله إلى ملعب مقابل 30 الف ف.ف.سنويا، والحقل كان متواجد بالقرب من حي الفيرم.

### بداية التألق و الصعود إلى القسم الأول
واصل الشلفاوة نشاطهم رغم الصعوبات الكثيرة وحققوا صعودا إلى القسم الثاني  بعد احتلالهم المرتبة الاولى باقصائهم ملعب بلكور في مقابلة السد، و في موسم 1949/1950 حققت الجمعية انجازا اخرا تمثل في التتويج ببطولة القسم الثاني، الامر الذي جعلها تصعد إلى بطولة القسم الاول موسم 1950/1951، وأهم ماميز هذه هذه المرحلة هو بروز الحارس ميمون عبد القادر الذي امضى إجازته الاولى في صنف الاشبال كحارس مرمى ولعب موسم1950/1951 مع فريق الاحتياط ليصبح فيما بعد الحارس الاساسي للجمعية، رغم انه كان يملك دائما اجازة الاشبال. وفي موسم 1951/1952 أنهت الجمعية البطولة في المرتبة الخامسة.

### زلزال 54 و ثورة نوفمبر
في نوفمبر 1954 زلزال عنيف يضرب المنطقة، فتعطلت كل القطاعات خاصة النشاطات الرياضية، الامر الذي اجبر الجمعية على مقاطعة البطولة لشهرين، زلزال تزامن مع إندلاع الثورة الجزائرية و استجابة أبناء الفريق للنداء وقد تلقى المدرب لخضر حداد آنذاك تهديدات من طرف السلطات الاستعمارية، بسبب نشاطه النضالي، لياتي موسم 55/1956 وبطلب من جبهة التحرير الوطني عرف المشهد عدم مشاركة جمعية الشلف و الاندية المسلمة مثل مولودية العاصمة اتحاد البليدة و العديد من الأندية الجزائرية وبعد تجميد الجمعية لنشاطاتها اعتقلت السلطات الفرنسية المسيرين البارزين للفريق على غرار الهواري بلقاسم وسليماني احمد أمين الخزينة، واقتحموا النادي واستولوا على ما بداخله.
شهدت المرحلة ارتقاء العديد من الشهداء من اللاعبين والمسيرين الذين استشهدوا إبان الثورة ك: ساحلي معمر، شوشة عبد القادر، بلقاسمي بن سعيد،فرجي عبد القادر، محمدي معيشة،دحماني محمد، ياحي امحمد، وعراب عبد القادر. و العديد من أبناء الفريق و المنطقة.

### السنوات الأولى بعد الإستقلال
بعد 7 سنوات من النضال و الكفاح ضد المستعمر الفرنسي و استقلال الجزائر في 5 يوليو 1962,
منذ بداية الموسم الاول لعهد الاستقلال 62/1963 اعادت الجمعية ترتيب البيت ففي إجتماع عقد يوم 16 أوت 1962 بمقهى الوداد أولاد العربي انتخب الهواري بلقاسم كرئيس النادي و مجلس إداري مكون من سليماني أحمد، بوزيد مصطفى، بلعيد عبد القادر، فضلاوي و معمون و دويبي تم تغيير تسمية النادي من أورليانفيل للأصنام (الشلف حاليا) وكانت اهم صفقة للفريق استعادته لملعب (جي اس او) "جوزيف روبير" وقد أطلق عليه إسم ملعب الشهيد معمر ساحلي، وفي المقابل لم يتمكن المكتب المسير من الحصول على مقر لنادي جمعية الشلف، واكتفوا بالحصول على مقر صغير يقع في شارع رزيز تونس، لكنهم ظلوا يناضلون حتى تمكنوا من الحصول على مقر آخر كان يملكه "جوزيف روبير"،فبعد وفاة هذا الأخير عاد أبناءه إلى فرنسا تاركين سكنا واسعا حوله المسيرون إلى مقهى مجهز بكل الوسائل بالاضافة إلى استغلال الطابق العلوي مقرا للنادي.
أعيد انشاء البطولة الوطنية و انطلقت موسم 1962/63 على شكل أفواج مكونة من 10 فرق نشطت الجمعية أول موسمين من البطولة و احتلت المركز الأول متصدرة فوجها و أقصيت في الدوري التصفوي،
و في موسم 1963/64 احتلت المركز 12 في النظام الجديد للدوري و تسقط للقسم الثاني رفقة العديد من الأندية.
المقهى كان يدر فوائد هامة للفريق وبالاضافة إلى مداخيل الملعب تمكنت الجمعية من التغلب على المصاريف والتكاليف الناتجة عن شراء اللوازم الرياضية ومنح اللاعبين، وخلال سنوات عديدة بعد إلاستقلال اكتفت الجمعية بمركز في وسط الترتيب أو أحد المراكز الأولى، ولم تحتل المركز الاول على الرغم من تعاقب عدة مدربين من ابناء الفريق على غرار:ميمون، فدلاوي، وعداد او حتى من خارج الفريق
مثل:هني،بوفوف،فرناندو،المرحوم معزوزة ومزارة.

### بداية السبعينات
في عام 1971 أسفرت الانتخابات عن انتخاب السيد حماد ابراهيم رئيسا للجمعية، وفي المقابل سجل المكتب المسير ثلاثة مرشحين لمنصب أمين عام ويتعلق الامر بسبيحي، عبادة، وجازولي و فاز سبيحي بالانتخاب ثم استقال فور إعلان النتائج، وخلفه جازولي الذي انتخب كنائب للرئيس،وبعد عشرة ايام من تعيينه اتفق جازولي مع مولفي العيد على تصفية الاجواء في البيت الشلفي. وهنا بدات المشاكل الاولى تظهر منذ موسم71/1972 فموازاة مع تعليمة وزارية تامر كل الفرق المتواجدة على مستوى التراب الوطني بتعديل رموزها، اصبحت الجمعية تسمى الشباب الرياضي الاصنامي(سي ار آ)، غير أن الرمز الجديد لم يلق الصدى في الوسط الشلفي ليعود للتسمية القديمة "أولمبي رياضي الأصنام aso"، نفس المكتب انتخب على راس الفريق موسم72/1973 جازولي الذي تحول إلى العاصمة أصبح يسير أموال الفريق من العاصمة بمساعدة نائبين وهما ياحي محمد وقرباجة وهوما جعل الفريق يؤدي اسوا موسم وينجو بأعجوبة من السقوط.
أما موسم 73/74 فميزه استنجاد المكتب المسير بالمدرب ميمون بمساعدة دريس ، وان تلقيا معارضة شديدة عندما ارادا تشبيب الفريق الا أن ذلك لم يثن من عزم ميمون، حيث جلب تسعة لاعبين من اواسط فريق البريد والمواصلات لشلف،و كذا فريق الديوان الوطني للخضر و الفواكه، و يتعلق الامر ببنوجة، عبدي، الطاهر، نعاس، بن سعادة، حاقي، عواق، مكروس، عمورة، اضافة إلى اللاعبين القدامى فدلاوي، ساوي وضيف، لكن بعد تسجيل عدة تعثرات استدعى المدرب ميمون من طرف المكتب المسير واستفسره عن سر التعثرات، وهو ما عجل برحيله لتسند مهمة الإشراف على العارضة الفنية لمساعده دريس.

### جيل 1975 والعودة للقسم الأول
وفي موسم 74/75 باشر دريس مهامه وواصل حملة تشبيب الفريق، فبالإضافة إلى اللاعبين الذين أقحمهم ميمون، دعم المكتب المسير التشكيلة بلاعبين جدد على غرار دربال، بكاكشة، بوهلة، حموني، الغلام، مكسي، بوهادي، و جومادي، وهذا الاخير جلبه بلقايم الذي اكتشفه اثناء الخدمة الوطنية قبل ان يغادر الفريق عام78، تعرف على مصطفى مكسي في الخدمة الوطنية ولما أعجب هذا الاخير بمؤهلاته وبنيته القوية اقترحه على الجمعية التي امضت له اجازة دون تردد، وكان الرئيس انذاك بن عمروسة عبد الرحمان الذي أشرف على على الفريق لمدة شهر واحد ثم أسندت مهمة الاشراف على ادارة الفريق للهواري بلقاسم الذي انهت معه الجمعية الموسم في المرتبة الثانية.
و في موسم 1975/76 كانت لايصو تمتلك تشكيلة رائعة و بقيادة المدرب المرحوم عبد القادر معزوزة تمكن الفريق من الفوز بالبطولة الجهوية و الصعود للقسم الأول بعد الحصول على مجموع 63 نقطة متفوقة على اتحاد البليدة، وعاشت مدينة الشلف انذاك فرحة كبيرة شبهها الشلفاوة بيوم الاستقلال، وفي نفس الموسم غادر المدرب معزوزة الفريق وبقي الهواري بلقاسم رئيسا للفريق لمدة ثلاثة مواسم، ولاداء موسم جيد تدعمت التشكيلة بلاعبين مثل جلي (قادما من مولودية وهران) والاخوة مختار( من جمعية وهران) وشلفية (حارس المحمدية سابقا).
وفي موسم 1976/77 بقرار وزاري آخر تغير اسم النادي من aso إلى asto بعد أن اصبح تسيير الفرق الوطنية تابعا للمؤسسات الوطنية و لعبت الجمعية آنذاك تحت إشراف المدرب أحمد عراب و انهت الموسم في المركز السادس ب51 نقطة.
وواصلت الجمعية بتقديم عروضها القوية في البطولة الجزائرية خاصة بعد فوزها بنتيجة 1-0 على شبيبة القبائل في افتتاحية ملعب 1 نوفمبر بتيزي وزو، وفي نفس الموسم اتصلت الجمعة بالبلوزدادي معزيز لتدعيم الفريق وقبل العرض، ثم جاء الدور في موسم 78/79 على مباركي وصحراوي(حارس) من سيدي بلعباس و أمضيا لصالح الجمعية التي كان يدربها زايري اللاعب السابق في الجمعية بمساعدة يفغيني روغوف الذي أشرف على تدريب المنتخب الوطني فيما بعد. و في الموسم الموالي اسندت العارضة الفنية للمدرب عمار بوديسة الذي سبق له تدريب نصر حسين داي لكنه لم يتحصل على نتائج مرضية على الرغم من استقدامه بعض اللاعبين المميزين على غرار حملاوي، عميرة، يوشو(حارس)، ومزرقان محمد.

### زلزال 1980
بعدما غيرت الجمعية تسميتها الى بناء الاصنام "dnc" استنجد المسيرون بالمدرب زايري ولاعب بلكور بليلي لموسم 1980/81،لكن الفريق انهزم في اول مقابلة أمام شباب باتنة بنتيجة2-0 بمناسبة تدشين الملعب الاولمبي الجديد للمدينة الذي يتسع ل20 الف متفرج وبعد أسبوع يوم الجمعة 10 اكتوبر 1980 تنقل الفريق إلى الحراش لمواجهة الاتحاد المحلي، قبل بداية المباراة أحس الجميع بهزة ارضية بالملعب فسمع رئيس الفريق جازولي أقوالا مفادها ان الهزة ضربت الشلف، فهرع إلى الهاتف لمعرفة الجديد لكنه لم يتلق أي خبر ما دام ان كل الخطوط كانت معطلة، وعندئذ اخفى جازولي الامر عن لاعبيه وطمأنهم وحثهم على لعب المباراة وانتهى بالفوز على اتحاد الحراش ب 2-1 بعد ان كان رفقاء مكسي متفوقين 2-0، لكن في النهاية اشتد قلق اللاعبين و المسيرين، عندما سمعو بأن الهزة كانت قوية جدا بالشلف الأمر الذي جعلهم يقاطعون تكريم نهاية المباراة الذي خصهم به الحراشيون. وعلى جناح السرعة وبقلوب مشدودة رجع الوفد إلى الشلف، وفي الطريق صادفو سيارات الاسعاف متوجهة نحو الوسط تنقل الجرحى إلى البليدة،العاصمة،المدية وغيرها من المدن المجاورة. وفي الساعة 16:30 سمع جازولي على أمواج إذاعة أجنبية خبرا عاجلا مفاده أن مدينة شلف حطمت بنسبة 70℅ على اثر زلزالان عنيفان..فكانت الكارثة عظيمة على اللاعبين.
عند مدخل المدينة أصبح كل عضو في الفريق قلقا على عائلته في مدينة دمرت عن آخرها، كل واحد ذهب للبحث عن ذويه، وبعد قطيعة دامت شهرين’ بذلت مجهودان جبارة لبعث الحياة مجددا في المدينة، فعاد الفريق مجددا إلى المنافسة و بدا يتدرب ويستقبل بمدينة وادي رهيو، باعتبار أن المركب الاولمبي تضرر كثيرا ولمواساة الفريق قررت الوزارة السماح للجمعية بالمشاركة دون الاخذ بعين الاعتبار النتائج الفنية للفريق حتى يتمكن من نسيان هول الفاجعة.
و بعد النتائج السلبية في بداية موسم 81/82 قررت مؤسسة البناء الاستغناء عن الفريق ابتداء من 31 ديسمبر81، ولتفادي الحل الكلي للفريق قررت بلدية الشلف استرجاع الفريق وتسييره فأصبح يسمى "سي أس أو - CSO" أي الصاعد الاولمبي لمدينة الشلف. ثم غادر المدرب زايري الفريق وخلفه مرة أخرى سحايلية،لكن لم يمنع ذلك الجمعية من السقوط إلى القسم الثاني، عندما قرر المدرب سحايلية التخلي عن العارضة الفنية للموسم الجديد 82/83.

### عودة سريعة للقسم الأول و تربص بإسبانيا
وبعد مشاورات وقع الاختيار على المدرب حموني عبد الله الحارس السابق للفريق للإشراف على العارضة الفنية وقد أدى مع الفريق موسما رائعا، حيث لم يتنازل فريقه عن الريادة رغم وجود فرق قوية على غرار وداد تلمسان اولمبي المدية وشبيبة تيارت. ليعودوا مجددا إلى حظيرة القسم الأول في صائفة موسم 82/83 . أقامت الجمعية تربصا مفيدا بإسبانيا، تخللته عدة لقاءات ودية مع فرق اسبانية، وعكس فرق النخبة الأخرى فان اولمبي الشلف، هو أول فريق تتكفل به جمعية محلية و ليس من طرف مؤسسة وطنية، كما كان لمولفي العيد (رئيس سابق للمجلس الولائي) دور كبير في كل القرارات التي تهم مستقبل الفريق خاصة و أنه كان يعتقد أن الفريق الذي يلعب باسم شركة وطنية عبارة عن إنسان دون شخصية، وازداد آنذاك ارتباط الأنصار بفريقهم، كما كشفت المدة التي أشرفت فيها البلدية على تسيير الفريق أنها انجح و اقل تكلفة من تسيير الفريق على يد شركة وطنية، وخلال إسناد مهمة إدارة الفريق لشركة البناء كان اللاعبون لا يتناولون وجبة الغداء، لكنهم يحصلون على راتبهم الشهري، بعد ذلك فاللاعبون أصبحو يعملون و يلعبون، وأدركوا بان العمل له أهمية وليس اللعب فقط و"الشهرية خالصة"،ومهما يكن فان التاريخ اثبت أن إختلاف تسميات الفريق لم يمنع من وقوف المحيط الشلفي بجانب الفريق من اجل هدف سامي وهو الذهاب نحو الأمام.
ليشهد موسم 1983/84 عودة الجمعية الشلف للقسم الأول و انهائها في المركز 5 مع بروز عدة لاعبين ك فضيل مغارية، بوهلة، مصطفى مكسي، بلغربي و بلعيد.

### نتائج ايجابية
فبعد إنهاء الفريق موسم 84/85 في المركز العاشر، سجلت الجمعية موسمين رائعين و شهدت بروز لاعبين ممتازين مثل المهاجمين نور الدين عزة و مزيان زاغزي و المدافعين مغارية و عبد الرزاق بلغربي اللذان مثلا المنتخب الوطني حيث أنهت موسم 1985/86 في المركز الثالث بحصيلة 80 نقطة مناصفة مع وفاق سطيف و كررت نفس المركز في 1986/87 حيث كانت الجمعية تلعب على لقب البطولة لكن أنهت الموسم في المركز الثاني ب43 نقطة مناصفة مع مولودية وهران.

### سقوط للقسم الثاني و أول نهائي للايصو
بعد سنة صعبة و نتائج متذبذبة سقط الفريق موسم 87/88 للقسم الثاني بعدما أنهى البطولة في المركز 15
بعد إعادة الفريق للتسمية القديمة "الجمعية الرياضية لأولمبي الشلف - aso" قضت الجمعية مواسم عديدة في القسم الثاني إلى غاية بداية التسعينات أهم ما ميز هذه الفترة هو بروز جيل رائع من اللاعبين مثل عامر بن علي،محمد طاليس و ناصف. الجيل الذي لعب أول نهائي لكأس الجمهورية في تاريخ الفريق حيث فشل أشبال المدرب مكسي من الفوز باللقب بعد الإنهزام ضد شبيبة القبائل 1-0 في الدقائق الأخيرة من المباراة بعد خطأ دفاعي.
وبعد ست سنوات في بطولة القسم الثاني وتنافس شديد وتضحيات كبيرة من أجل العودة إلى حظيرة النخبة، ابتسم الحظ لرفقاء بن علي وحققوا الصعود إلى القسم الوطني الأول بعد فوزهم في المباراة الأخيرة على أولمبي العناصر ب2-0.
لم يتمكن الشلفاوة من مسايرة وتيرة البطولة وسجلوا نتائج مخيبة للآمال في عهدة الرئيس سمير ولد العربي عجلت بسقوطهم إلى القسم الثاني، الشيء الذي أدى بهجرة 16 لاعبا من الفريق، ولعبت الجمعية موسم 96/97 بتشكيلة معظمها أواسط إلى جانب بعض اللاعبين القدامى على غرار سعدي، ودان، بن صالح العيد، بوهلة حسين، عاشور، ناصف الجيلالي، قطوش، وعزان وغيرهم...

### بداية عهد مدوار
في موسم 97/98 انتخب عبد الكريم مدوار رئيسا جديدا للجمعية، وكان الشلفاوة آنذاك يلعبون في بطولة القسم الثالث، وتحصلوا على المرتبة الرابعة تحت إشراف المدرب مصطفى مكسي وبلعيد بوعلي. وفي الموسم الموالي اكتفى رفقاء زاوي عبد الله بالمرتبة الخامسة ولم يحققوا ما كان منتظرا منهم على الرغم من الأداء الجيد للتشكيلة وتألق بعض اللاعبين على غرار المدافع العبدي، عبو، زاوي عبد الله وآخرين.
ليأتي موسم 1999/2000 الذي شهد سوسبانس كبير يعتبر هذا الموسم استثنائيا عند الشلفاوة، لأنه عرف تنافسا شديدا بين الجمعية ونادي الرغاية، ولم يبتسم الحظ لأشبال بلعيد ومكسي الا في الجولة الأخيرة حيث حققوا الصعود إلى بطولة القسم الثاني المجموعة (ب).
و عقبه تحقيق صعود ثاني على التوالي موسم 2001/02 حيث عادت لايصو للقسم الوطني الأول بعد صراع مع اتحاد بلعباس بعد الفوز في الجولة الأخيرة على غالي معسكر بقيادة المدرب سليماني.

### بناء فريق تنافسي
بعد العودة للقسم الأول موسم 2002/03 تمكنت الجمعية من ضمان البقاء بعد جمعها ل34 نقطة في الموسم الذي شهد تألق عدة لاعبين مثل الحارس المرحوم سمير حجاوي و المدافع سمير زاوي و وسط الميدان سيد علي عبو،
أما في موسم 2003/2004 فتحسن أداء الشلفاوة بعد انسجامهم مع وتيرة البطولة، واستطاع المدرب عبد القادر عمراني الذي خلف سليماني أن يتحصل على المرتبة الثامنة في نهاية الموسم.

### أول تتويج و مشاركات قارية
ليأتي موسم 2004/05 الذي يعتبر واحد من أفضل مواسم الشلفاوة باستقدام عدة مواهب محلية و أجنبية على غرار محمد مسعود، البوركينابي حميدو بالبون، و اللاعبين السنغاليين لاتير نداي و الحاج مليك نجح الفريق في التتويج بكأس الجمهورية في النهائي الذي فازت فيه الجمعية على اتحاد سطيف بنتيجة 1-0 من توقيع المايسترو محمد مسعود بملعب 5 جويلية في مباراة تنقل فيها الجوارح بأعداد غفيرة اذ تعتبر واحدة من أكبر التنقلات في تاريخ الكرة الجزائرية،و بعد مشوار رائع في الكأس و نيل مرتبة محترمة في البطولة برصيد 41 نقطة و مركز سابع تأهل فيه الفريق إلى مسابقة كأس الكونفيدرالية الإفريقية. لينتهي الموسم ببيع اللاعب عبد المجيد طهراوي لفريق اتحاد البليدة بصفقة قياسية آنذاك 12.5 مليون دينار جزائري مايعادل 138000 يورو.
موسم 2005/06 عرف استقدامات كثيرة ومشاركة افريقية لم تكن موفقة اثر تعادل الأبيض في ميدان محمد بومزراق مع فريق الجمارك السنغالي و في مرحلة الإياب انهزم في الدقائق الأخيرة من زمن المباراة لتنتهي مغامرته الإفريقية في دورها الأول وخرج من كاس الجمهورية في الدور السادس عشر اثر انهزامه بضربات الترجيح ضد اتحاد بسكرة واحتلال المرتبة الثالثة بجدارة في البطولة الوطنية بمجموع 52 نقطة ليتأهل الفريق لكأس الكونفيدرالية للمرة الثانية على التوالي.
و في موسم 2006/07 حاز الفريق على المركز الخامس بالبطولة في حين تأهل للدور الثاني من كأس الكنفدرالية الإفريقية بعد فوزه على نادي كونكورد الموريتاني في الدور التمهيدي و فوزه 1-0 على نادي إنبي المصري في الدوري الأول بملعب هذا الأخير حيث تتعبر لايصو أول فريق جزائري يعود بالفوز من الأراضي المصرية، ليقصى في الدور الثاني على يد المريخ السوداني بمجموع 3-1.
تحصل الفريق على المرتبة الثانية برصيد 49 نقطة خلف المتصدر شبيبة القبائل موسم 2007/08 بعد عمل رائع قام به المدرب رشيد بلحوت و تألق الموهبة العربي هلال سوداني ليتأهل الفريق لمنافسة دوري أبطال إفريقيا لأول مرة في تاريخه.
موسم 2008/09 شاركت الجمعية في دوري أبطال إفريقيا فبعد تغلبها في الدور التمهيدي على فيلو ستار الغيني بمجموع 3-1 أقصي الفريق في الدوري الموالي على يد النجم الساحلي بنتيجة 2-1 بتونس بعد ان انتهت مباراة الذهاب بالتعادل السلبي.

### التتويج بالبطولة وجيل أسطوري
يأتي موسم 2010/11 الموسم الذي انتظره الشلفاوة طويلا لرؤية فريقهم يعانق درع البطولة ، فهذا الموسم الذي كان استثنائيا مند بدايته حيث تعاقد الفريق مع لاعبين من الطراز العالي أبرزهم محمد سوقار،لعموري جديات،سمير زازو،فريد ملولي و الحارس محمد غالم بالإضافة إلى العناصر المميزة التى كان يمتلكها الفريق على غرار متوسط ميدان الهجومي محمد مسعود، المدافع سمير زاوي، الظهير الأيسر موسى مكيوي،متوسط الميدان صبري غربي و يوسف سيديبي و كل من المهاجمين بول بياغا و القناص العربي هلال سوداني وعلي حاجي كريم، تمكن الفريق بقيادة مزيان إيغيل من التتويج بالبطولة الوطنية بمجموع 63 نقطة و بفارق شاسع عن أقرب الملاحقين شبيبة بجاية و الحصول على أحسن هجوم و دفاع، كما تحصل سوداني على جائزة الحذاء الذهبي بعد تسجيله 18 هدف مرفوقا بمحمد مسعود كثالث هدافي الدوري برصيد11 هد،. ليصبح الفريق أول من يتوج ببطولة إحترافية في تاريخ الجزائر.
موسم 2012 أنهى الفريق البطولة في المركز الخامس في حين وصل إلى الدور الربع النهائي في دوري أبطال افريقيا بعد التأهل لدور المجموعات اول مرة على حساب الهلال السوداني بركلات الترجيح بملعب المرحوم محمد بومزراق.
بعد ثلاث سنوات من التتويج بالبطولة تراجع مستوى الأولمبي بعد اللعب على عدة جبهات كنصف نهائي كأس الجزائر و الدور الثاني من كأس الكاف و الصراع على البقاء لآخر رمق تعرض الفريق لهزة عنيفة رمت به في القسم الثاني موسم 2014/15.

### العودة بعد سنوات صعبة
بعد السقوط للقسم الثاني مر موسم صعب على جمعية الشلف الذي لم يلعب فيه ورقة الصعود بل نجا من السقوط في آخر الجولات، ليأتي بعدها موسمين ضيع فيهما الفريق الصعود على التوالي بقيادة المدربين يونس افتيسان موسم 2016/17 وبعدها بقيادة المدرب الهادي خزار موسم 2017/18.
ثم جاء موسم 2018/19 و بقيادة المدرب و اللاعب السابق سمير زاوي تمكن الفريق من الصعود للقسم الوطني الأول بعد موسم صعب انتهى بالتعادل الإيجابي ضد وداد تلمسان ليختم بطولة القسم الثاني في المركز الثالث بعد أن كان بطولا شتويا في مرحلة الذهاب.
ورغم عودة الفريق لقسم النخبة بقي يلعب على تفادي السقوط و احتلال مراكز متأخرة في الترتيب إلى أن جاء جائحة فيروس كورونا و أنهت الموسم في الجولة 22 بدون سقوط أي فريق بعد قرار جاء من الرابطة حيث أنهى الفريق البطولة في المركز 12.
كما تمكنت الجمعية من تحقيق البقاء الموسم الموالي بعد مرور عدة مدربين على الفريق.
ثم بعدها جاء موسم 2021/22 و بقيادة سمير زاوي كانت البداية لعهد جديد حيث تمكن الفريق من بناء تشكيلة من اللاعبين الشبان حققت نتائج إيجابية خاصة في مرحلة العودة و أنهت الموسم في وسط الترتيب بمجموع 50 نقطة.

### عمراني و الكأس الثانية
تحت إشراف المدرب عبد القادر عمراني حقق الفريق إنجاز آخر المتمثل في الفوز بكأس الجمهورية للمرة الثانية في تاريخه بعد أن فاز على شباب بلوزداد 2-1 من توقيع توفيق عدادي و محمد مرسلي في النهائي الذي أقيم بملعب ميلود هدفي بوهران، حيث كانت تمتلك الجمعية تشكيلة مميزة أمثال المهاجم محمد سويبع، المدافع المخضرم شمس الدين نساخ، البوتسواني إدوين موهوتسيوا، و العديد من اللاعبين الشبان لتعود الأفراح لمدينة الشلف في مشهد رائع و تاريخي.

## بطولات وإنجازات الفريق
| المستوى الوطني | المستوى الدولي                                                                                                |
| --- | --- |
| - الرابطة المحترفة الأولى (1) - الفوز بالبطولة: 2011 - الوصيف: 2008 - كأس الجمهورية الجزائرية (2) - الفوز بالكأس: 2005، 2023 - الوصيف: 1992 | - دوري أبطال أفريقيا: (0) - ربع النهائي: 2012 - كأس الكونفيدرالية الأفريقية: (0) - - الدور الثاني: 2007، 2015 |